# Vincent Tchenguiz
 (mars 2021).
La mise en forme du texte ne suit pas les recommandations de Wikipédia : il faut le « wikifier ».
Les points d'amélioration suivants sont les cas les plus fréquents. Le détail des points à revoir est peut-être précisé sur la page de discussion.
- Les titres sont pré-formatés par le logiciel. Ils ne sont ni en capitales, ni en gras.
- Le texte ne doit pas être écrit en capitales (les noms de famille non plus), ni en gras, ni en italique, ni en « petit »…
- Le gras n'est utilisé que pour surligner le titre de l'article dans l'introduction, une seule fois.
- L'italique est rarement utilisé : mots en langue étrangère, titres d'œuvres, noms de bateaux, etc.
- Les citations ne sont pas en italique mais en corps de texte normal. Elles sont entourées par des guillemets français : « et ».
- Les listes à puces sont à éviter, des paragraphes rédigés étant largement préférés. Les tableaux sont à réserver à la présentation de données structurées (résultats, etc.).
- Les appels de note de bas de page (petits chiffres en exposant, introduits par l'outil «  Source ») sont à placer entre la fin de phrase et le point final[comme ça].
- Les liens internes (vers d'autres articles de Wikipédia) sont à choisir avec parcimonie. Créez des liens vers des articles approfondissant le sujet. Les termes génériques sans rapport avec le sujet sont à éviter, ainsi que les répétitions de liens vers un même terme.
- Les liens externes sont à placer uniquement dans une section « Liens externes », à la fin de l'article. Ces liens sont à choisir avec parcimonie suivant les règles définies. Si un lien sert de source à l'article, son insertion dans le texte est à faire par les notes de bas de page.
- La présentation des références doit suivre les conventions bibliographiques. Il est recommandé d'utiliser les modèles {{Ouvrage}}, {{Chapitre}}, {{Article}}, {{Lien web}} et/ou {{Bibliographie}}. Le mode d'édition visuel peut mettre en forme automatiquement les références.
- Insérer une infobox (cadre d'informations à droite) n'est pas obligatoire pour parachever la mise en page.

Pour une aide détaillée, merci de consulter Aide:Wikification.
Si vous pensez que ces points ont été résolus, vous pouvez retirer ce bandeau et améliorer la mise en forme d'un autre article.
Vincent Aziz Tchenguiz (né le 9 octobre 1956) est un homme d'affaires et entrepreneur irano-britannique né à Téhéran.
selon les enregistrements qu'il a déposé sur le registre anqlais des entreprises, il est ou a été appointé comme PDG ou directeur de 377 entreprises différentes (dont dans le secteur de l'immobilier (Hôtels...) ou de la finance, et dont certaines sont des sociétés dormantes). Sa société Consensus Business Group serait le premier propriétaire et gestionnaire d'actifs immobilisers en pleine propriété résidentielle au Royaume-Uni, avec 1% du parc de logements en Angleterre et 1,2% dans le Grand Londres.
Frère ainé de Robert Tchenguiz, il est connu comme étant l'un des donateurs majeurs du Parti conservateur (Royaume-Uni).
Il a été l'un des principaux investisseur de la société controversée SCL Group, source du scandale des données Facebook-Cambridge Analytica / AggregateIQ (ces sociétés mises en faillites semblent s'être reconstituées au travers d'Emerdata).

## Enfance
Vincent-Aziz Tchenguiz, fils de Victor et Violet Khadouri est né en Iran (à Téhéran), dans une famille juive irakienne .
Sa famille a quitté l' Irak en 1948 pour s'installer en Iran, où son père, Victor Tchenguiz, bijoutier, travaillait pour le Shah d'Iran, et dirigeait la Monnaie du pays (bien qu'étranger et juif). Il a changé le nom de famille de Khadouri en Tchenguiz.
En 1979, la famille a fui la révolution iranienne et émigre en Angleterre.
Il a un frère (Robert Tchenguiz) et une sœur (Lisa Tchenguiz qui a divorcé de Gary Davies (disc-jockey sur la BBC Radio 1 et du PDG de Del Monte, né en Afrique du Sud, Vivian Imerman).[réf. nécessaire]

## Éducation
Vincent Tchenguiz termine ses études iraniennes à Téhéran en 1973.
Il suit ensuite un cours d'administration des affaires à l'Université de Boston, puis obtient un baccalauréat ès sciences en commerce et un baccalauréat ès sciences économiques de l'Université McGill de Montréal en 1978.
Deux ans plus tard, il obtient une maîtrise en administration des affaires à l'Université de New York .

## Carrière
Après ses études universitaires, Vincent Tchenguiz, à Londres, est embauché par Prudential-Bache International Limited (entreprise depuis plusieurs fois rebaptisée : Bache Financial Limited, (du 11 octobre 2004 au 08 janvier 2007), puis Bache Commodities Limited (du 08 janvier 2007 au 1er juillet 2011), puis Jeferies Vache Limited). Il y est vice-président senior de la division de gestion de fonds, où il négociait des "instruments financiers".
En 1980, le 1er Juillet, avec son frère Robert, il crée une entreprise basée à Londres : Jakeborough Limited avec comme raison sociale : « Activités de sièges sociaux », qui après 7 ans sera rebaptisée « Rotch Property Group » (le 29 Sep 1987). Vincent Tchenguiz et son frère en sont initialement co-directeur général et co-président En 2021, l'entreprise existe toujours, co présidée par Robert et Vincent Tchenguiz.
Vincent Tchenguiz affime qu'en 1984, après avoir beaucoup joué sur le marché des actions et des matières premières il n'avait plus que 10 000 $ et qu'il s'en est sorti en utilisant le crédit.
En 1986, il quitte Prudential pour être nommé vice-président principal (également chargé du négoce d'instruments financiers) chez Shearson-Lehman Brothers (à Londres).
En 2002, alors qu'il a formé avec son frère un portefeuille immobilier de 4 milliards de livres sterling, il décide de créer (sans son frère) sa propre entreprise, qu'il nomme "Consensus Business Group". Il en est président. En 2007, Vincent Tchenguiz détient ou gère plus de 500 000 propriétés (pour une valeur de plus de 500 millions de livres. Il a acheté (500 millions de livres sterling) son concurrent gestionnaire immobilier Peverel qui lui a apporté 50 000 propriétés en pleine propriété et 120 000 propriétés sous gestion.
Sa société Consensus fonctionne comme conseiller principal d'une fiducie familiale, conseillant sur un portefeuille d'investissement de propriétés résidentielles et commerciales en pleine propriété évalué par Lazard en 2012 à environ 3,0 milliards de livres.

Consensus vends aussi des conseils sur d'autres investissements, dont dans les domaines des soins de santé, des technologies propres, des biotechnologies, et de la sécurité intérieure ; ses fonds sont évalués à environ 200 millions de livres.[réf. nécessaire].
En 2007, affirmant avoir investi ou engagé plus de 100 millions de livres sterling dans des projets écologiques les 18 mois précédents, et comptant sur le développement d'un marché de la compensation écologique (des émissions de carbone ou de gaz altérant la couche d'ozone notamment), il annonce vouloir aussi investir dans les technologies vertes appliquées au domaine de l'armement et de l'aérospatial ; dans ce qui pourrait devenir son «plus grand projet commercial» à ce jour (évoquant un investissement d'un milliard de livres sterling). Il a créé une coentreprise avec la société de transfert de technologie Imperial Innovations (la branche R&D de l'Imperial College de Londres) pour créer un Consensus Imperial Innovations Commercialization Centre investissant dans la défense et l'aérospatiale, et réinvestissant dans les pays où il aura vendu des armes ou des avions. Il s'inscrit dans un réseau et fonds d'investissement financier d'entreprises, créé en Israel, dénommé Capital-Nature.
En 2009, Tchenguiz décide de transformer les fonds du trust d'investissement de Bramdean Alternatives en fonds de capital-investissement, à la suite du scandale Bernard Madoff. Le fonds a été repris par Aberdeen Asset Management et rebaptisé Aberdeen Private Equity, dirigé par Alex Barr.
Le 10 mars 2011, Vincent Tchenguiz est arrêté par le Serious Fraud Office (SFO) dans le cadre d'une enquête sur l'effondrement de la banque islandaise Kaupthing. Il est libéré le  jour même, sans inculpation. Six jours plus tard, la Haute Cour de Londres a statué que V. Tchenguiz pouvait poursuivre Kaupthing pour des dommages-intérêts de 1 milliard de livres (1,6 milliard de dollars). En septembre 2011, Kaupthing est parvenu à un règlement amiable avec le Trust familial de Tchenguiz. Tous les détails de ce règlement amiable sont restés confidentiels.

Le 5 décembre 2011, Vincent Tchenguiz et d'autres parties à l'affaire ont écrit à SFO, décrivant les détails de l'allégation contre le département gouvernemental et demandant des dommages-intérêts d'environ 100 millions de livres sterling.[réf. nécessaire].

Le 22 décembre 2011, le SFO et le Treasury Solicitors Department (TSoI) ont admis des erreurs factuelles dans leur collecte d'informations utilisées contre "Consensus Business Group" et contre Vincent Tchenguiz ; précisant que les mandats devraient être annulés; et que le matériel saisi en vertu des mandats serait retourné ce jour-là. En outre, l'OFS a proposé de payer les frais juridiques [réf. nécessaire].
Vincent Tchenguiz a déclaré qu'il regrettait que l'OFS ait mis si longtemps pour se rendre compte de ses erreur, et qu'il considère que cette reconnaissance été forcée par ses actions en justice. Bien qu'heureux que l'OFS aient accepté de payer les frais juridiques importants encourus, Tchenguiz, estimante que les dommages financiers et réputationnels causés par l'OFS étant bien plus importants a annoncé des poursuites devant les tribunaux civils pour obtenir des dommages-intérêts. " .
En décembre 2012, le Financial Times a rapporté que les frères Tchenguiz pourraient demander jusqu'à 180 millions de livres de dommages-intérêts à l'OFS.
Le 25 juillet 2014, Vincent Tchenguiz a conclu un accord avec le SFO pour 3 M £ de dommages et intérêts et 3 M £ de frais de justice, associé à  des excuses complètes du directeur de l'OFS David Green qui "regrette profondément les erreurs" commises par son agence,. Un communiqué de Vincent Tchenguiz dit qu' "il est devenu de plus en plus évident que l'enquête de l'OFS a été influencée par des tiers agissant dans leur propre intérêt commercial".
Il est apparu qu'à partir de 2011, Black Cube (société de renseignement privée fondée par d'anciens agents de renseignement israéliens), a fourni des services de renseignement à Vincent Tchenguiz, notamment dans le cadre des réactions de Tchenguiz face au Bureau britannique des fraudes graves (SFO), et après son arrestation dans le cadre de l'enquête de l'OFS sur l'effondrement de la banque islandaise Kaupthing. Black Cube a analysé le réseau de relations entourant l'effondrement de la banque , et a aidé au succès de la contestation  des arrestations et des mandats de perquisition de l'OFS, amenant le juge à déclarer les actions de l'OFS illégales en 2013. C'est à la suite de cette enquête que le tribunal a imposé à l'OFS de verser plus de 3 millions de livres sterling de dommages-intérêts et de 3 millions de livres sterling de frais de justice à Tchenguiz en 2014, et de lui présenter des excuses formelles ,.
En 2013, c'est Black Cube qui, au Royaume-Uni, intente une action en justice contre Vincent Tchenguiz pour factures impayées et rupture de contrat. Parallèlement, Tchenguiz a intenté une action en justice en Israël contre Black Cube, alléguant de factures frauduleuses, allégation démentie par Black Cube. Les deux poursuites sont finalement abandonnées dans une négociation amiable, dont les détails sont restés secrets.

## Critique relative à la sécurité incendie de certains des immeubles de V. Tchenguiz
En janvier 2018, "Proxima GR Properties", l'une des propriétés du trust familial Tchenguiz, dont Tchenguiz est bénéficiaire, a refusé de remplacer le revêtement inflammable, similaire au matériau responsable de l'incendie de la tour Grenfell . La société a insisté pour que les locataires paient le coût (2 millions de livres sterling; soit jusqu'à 31 300 £ par appartement) ainsi que tous les frais occasionnés par le retard des paiements, y compris les protections-incendie et les échafaudages.

## Activités dans le domaine de l'influence politico-économique
V. Tchenguis a investi plus de 500.000 £ dans la société israélienne technologique du domaine de la défense eVigilo avec l'ambition de créer une entreprise plus large dans le domaine de la sécurité intérieure, qui a coopéré avec Ericsson pour envoyer des messages texte d'avertissement dans des domaines spécifiques.
V. Tchenguis  a aussi également été le principal actionnaire de Cambridge Analytica, la filiale du Groupe SCL  impliquée avec sa sœur canadienne AggregateIQ dans plusieurs scandales sont le scandale du vol des données personnelles de 47 millions de comptes Facebook en 2018,

V. Tchenguis était aussi l'un des investisseur dans la société controversée SCL Group.

## Donations politiques
Tchenguiz n'est pas connu comme philanthrope, mais il le serait discrètement (il a ainsi fait don d'un million de dollars (via sa société Consensus Business Group, CBG) à l'hôpital Hadassah de Jérusalem. Il a aussi payé 320 000 £ pour un crâne de Damien Hirst, au profit de Marie Curie Cancer Care et de l'Ecology Trust. Il a créé dans les années 2000 une fondation caritative estimée valoir en 2007 plus d'un milliard de livres sterling.
Il est plus connu au Royaume-Uni comme l'un des principaux donateurs du Parti conservateur (Royaume-Uni).

## Vie privée
Vincent Tchenguiz, célibataire, réside à Mayfair à Londres, mais dispose aussi de maisons à Saint-Tropez et au Cap.
En 2007, il avait plusieurs de voitures de luxe (dont une Rolls-Royce, une Lamborghini et une Aston Martin) et d'un yacht à moteur Mangusta de 130 pieds, basé sur la Côte d'Azur nommé Veni Vidi Vici, en latin pour « je suis venu, j'ai vu, j'ai vaincu ». Et le 17 janvier 2018, Robert Booth du Guardian a rapporté que Tchenguiz avait en 2017 acheté un nouveau yacht à moteur, de 165 pieds, le Da Vinci.
Il est joueur de poker, et dit que ce jeu lui a appris à bluffer et gagner en affaires.
Le même article, intitulé "Les résidents de la tour couverte d'un revêtement du style Grenfell ont dit qu'ils doivent payer une facture de 2 millions de livres sterling", a rapporté que Tchenquiz avait accepté de remplacer le revêtement inflammable dangereux de son complexe Citiscape à Croydon, mais dès que ses résidents à faible revenu lui pairaient 31 300 £ par appartement à l'avance pour couvrir le coût. (Voir la page de discussion; ce dernier élément peut nécessiter des mises à jour et une nouvelle section qui lui est propre).

## Chronologie du cas de l'OFS
9 mars 2011 - Vincent et Robert Tchenguiz sont arrêtés par la police municipale et les enquêteurs de l'OFS Les deux frères nient tout acte répréhensible et sont libérés le même jour sans inculpation ;
18 mai 2012 - Des négociations secrètes sont révélées qui montrent que l'OFS a proposé d'abandonner son enquête sur Vincent Tchenguiz en échange d'un don de 50 millions de livres sterling à une association caritative après que Lord Justice Thomas ait accusé l'OFS d'agir avec "pure incompétence" ;
18 juin 2012 - L'OFS abandonne son enquête sur Vincent Tchenguiz Dans un communiqué, Vincent Tchenguiz a déclaré: "J'ai toujours expliqué à l'OFS qu'ils s'étaient complètement trompés - mais, alors que leur enquête s'effondrait, ils ont obstinément soutenu qu'ils me considéraient comme suspect." ;
31 juillet 2012 - Les mandats de perquisition de l'OFS contre les frères Tchenguiz sont jugés "illégaux" par la Haute Cour et les enquêteurs sont en outre accusés de "perdre des documents clés et de négliger des rapports financiers" .
15 octobre 2012 - L'OFS abandonne son enquête sur la relation entre Robert Tchenguiz et Kaupthing Bank .
3 décembre 2012 - Il est annoncé que Vincent Tchenguiz demandera d'importants dommages et intérêts contre l'OFS, y compris des allégations de méfait dans la fonction publique.
6 février 2013 - Vincent Tchenguiz dépose sa plainte contre l'OFS comprenant des allégations de poursuites malveillantes et de faux emprisonnement. La réclamation est de 200 millions de livres sterling.
27 mars 2013 - L'OFS est critiqué pour «des retards inacceptables» dans sa réponse à la réclamation des frères Tchenguiz.
26 juillet 2013 - Grant Thornton, le cabinet d'expertise comptable qui a fourni des informations à l'OFS avant l'arrestation de Vincent Tchenguiz, reçoit l'ordre de divulguer les documents présentés aux enquêteurs.
28 juillet 2013 - Grant Thornton est accusé d'avoir "induit en erreur" le bureau des fraudes graves dans une série de lettres qui les accusent également de "délits criminels" ,.
11 novembre 2013 - Il est révélé au tribunal que l'OFS a déchiqueté des documents clés dans l'affaire Tchenguiz sur ordre des comptables Grant Thornton dans le but de réduire le nombre de documents qu'il était obligé de divulguer.
20 février 2014 - Une tentative de blocage de la divulgation de cinq documents montrés à l'OFS par Grant Thornton avant l'arrestation de Vincent Tchenguiz est bloquée par la cour d'appel au motif qu'ils sont "manifestement pertinents" pour l'affaire. Grant Thornton, directeur, Mark McDonald, et associé, Steve Akers, nous avons ordonné de payer les frais de justice des frères Tchenguiz.
8 avril 2014 - L'OFS demande au Trésor britannique un financement d'urgence car il prévoit qu'il pourrait dépenser 18,5 millions de livres sterling pour lutter contre le procès intenté contre lui par Vincent et Robert Tchenguiz.
25 juillet 2014 - Vincent Tchenguiz est d'accord avec l'OFS et reçoit toutes les excuses du directeur de l'OFS David Green qui "regrette profondément les erreurs" commises par son agence,. Dans un communiqué, Vincent Tchenguiz affirme qu« il est devenu de plus en plus évident que l'enquête de l'OFS a été influencée par certains tiers agissant dans leur propre intérêt commercial ».
30 juillet 2014 - Robert Tchenguiz règle son cas avec l'OFS et accepte les excuses publiques du directeur de l'OFS Vincent Tchenguiz est autorisé à remettre les preuves divulguées dans le cadre de l'enquête de l'OFS aux équipes judiciaires pénales et civiles pour examiner la possibilité de poursuites supplémentaires contre des tiers .
Son avocat et celui de sa famille proche est l'indien Sarosh Zaiwalla.